# Jean-Pierre Franchetti
Jean-Pierre Franchetti (Parigi, 1944) è un ex ballerino francese, danseur étoile del balletto dell'Opéra di Parigi dal 1971 al 1989.

## Biografia
Jean-Pierre Franchetti nacque a Parigi nel 1944, figlio del maestro di balletto Raymond Franchetti, ex primo ballerino del balletto dell'Opéra di Parigi. All'età di nove anni fu ammesso alla scuola di danza dell'Opéra di Parigi, dove prese lezioni da Jean Cébron e dal padre. Nel 1959 iniziò a danzare nel corps de ballet dell'Opéra di Parigi e nel 1965, di ritorno dal servizio militare, fu promosso al rango di coryphée. Gli anni successivi segnarono la sua rapida ascesa nella compagnia: nel 1966 fu promosso a solista, nel 1967 a primo ballerino e nel 1971 fu proclamato danseur étoile.
Molto apprezzato per le doti tecniche, Franchetti si distinse come apprezzato interprete del repertorio classico e moderno. Tra i numerosi ruoli danzati sulle scene dell'Opéra Garnier si annoverano Romeo nel Romeo e Giulietta di John Cranko, Albrecht nella Giselle di Jean Coralli e Jules Perrot, James ne La Sylphide di Michel Fokine e Apollo nell'Apollon Musagète di George Balanchine. Nel 1967 fu il primo interprete del ruolo di Frollo nel Notre-Dame de Paris di Roland Petit, mentre l'anno successivo divise con Michael Denard il ruolo eponimo ne L'uccello di fuoco con le coreografie di Maurice Béjart.
Dopo il ritiro dalle scene nel 1989, Franchetti si dedicò all'insegnamento della danza alla scuola del balleto dell'Opéra di Parigi.